# Economia dello sviluppo
L'economia dello sviluppo è una branca dell'economia che analizza gli squilibri fra economie industrializzate ed economie "arretrate" o "in via di sviluppo" e nasce dapprima come branca dell'economia politica, sviluppandosi in seguito come nucleo disciplinare.

## I precursori
Teorie dello Sviluppo Economico erano presenti nella disciplina economica classica sin da Adam Smith, ma si riferivano in genere alle modalità attraverso cui i paesi che avevano superato la fase del take off (per riprendere la nota espressione dell'economista Walt Whitman Rostow) potevano mantenere e gestire uno sviluppo equilibrato e costante. Già Joseph Schumpeter, all'inizio del XX secolo, aveva compiuto un primo passo di rottura con la tradizione classica esponendo nella sua Teoria dello Sviluppo Economico del 1911 un modello dinamico di sviluppo, ma fu lo studio quantitativo di Colin Clark del 1939 a spingere gli economisti a comprendere che la maggior parte degli esseri umani non viveva in un avanzato sistema ad economia capitalista.

## Prime elaborazioni teoriche
Soltanto dopo la fine della Seconda guerra mondiale, e con forza a partire dal periodo della decolonizzazione, si cominciò a far strada una diversa concezione dei rapporti e degli squilibri fra economie industrializzate (o "avanzate" o "sviluppate") ed economie inizialmente definite "sottosviluppate" o "arretrate" ed in seguito "in via di sviluppo" o "depresse". Le prime teorie dello sviluppo economico, difatti, costituivano una semplice estensione della teoria economica convenzionale che identificava lo "sviluppo" con la crescita e l'industrializzazione. Perciò l'America Latina, l'Asia e i paesi Africani venivano considerate come versioni "primitive" delle nazioni europee destinate a svilupparsi col tempo, sviluppando tanto le istituzioni quanto gli standard di vita dell'Occidente.
L'approccio seguito prevalentemente nelle prime discussioni sullo sviluppo economico era quello della "Teoria degli stadi", cui si richiamavano Alexander Gerschenkron e Walt W. Rostow. Secondo tale teoria, tutti i paesi passano attraverso gli stessi stadi di sviluppo economico, perciò le nazioni sottosviluppate sarebbero ad uno stadio primitivo lungo il percorso lineare di sviluppo storico, mentre le nazioni sviluppate si troverebbero ad uno stadio successivo.
Nell'immediato dopoguerra l'attenzione degli economisti rimase focalizzata sulle problematiche dello sviluppo economico e della ricostruzione post-bellica in Europa, a tali problematiche era infatti dedicato il modello di sviluppo economico ideato da Roy Harrod ed Evsej Domar. Solo in seguito il concetto di sottosviluppo venne ripreso e modificato da Hollis Chenery, Simon Kuznets e Irma Adelman che, pur negando il principio dello sviluppo lineare, affermarono che i paesi tendevano a mostrare modelli analoghi di sviluppo. Il concetto venne approfondito da Ragnar Nurkse che mise in relazione lo sviluppo con la crescita della produzione, identificando così nella formazione del capitale il fattore centrale per accelerare lo sviluppo.
Tale principio fu adottato da Rosenstein-Rodan, che iniziò ad applicare quello che ormai era noto come Modello di Harrod-Domar alle specifiche problematiche dei paesi in via di sviluppo (PVS), mentre Sir W. Arthur Lewis, analizzava il ruolo del risparmio nella crescita economica.

## Evoluzione in seguito alla decolonizzazione
L'affermazione dell'economia dello sviluppo venne fortemente influenzata dall'assetto internazionale creatosi nel periodo della decolonizzazione, che determinò il mutare negli atteggiamenti degli ambienti economico-politici verso le problematiche dello sviluppo nei paesi del Terzo Mondo. L'esigenza strettamente politica di definire delle nuove relazioni politiche fra le grandi potenze e gli Stati non-allineati portò ad una nuova concezione dei rapporti economici che tali relazioni avrebbero dovuto sostenere. Non è un caso che il termine "Terzo Mondo", espressione usata per la prima volta nel 1952 dall'economista francese Alfred Sauvy in un articolo sull'Observateur, nacque con un significato strettamente politico, benché esso abbia oggi assunto un significato prevalentemente economico.
La creazione, nel dopoguerra, dell'Organizzazione delle Nazioni Unite, unitamente alle altre Organizzazioni Internazionali create in quel contesto, come la Banca Mondiale, il Fondo Monetario Internazionale e l'Organizzazione internazionale del lavoro, costituì senz'altro un altro fattore determinante nell'evoluzione della teoria dello sviluppo economico.
Fu così un'aspirazione prevalentemente politica a condurre ad una revisione del Modello di Harrod-Domar, che si basava sul divario del risparmio. Gli aiuti internazionali allo sviluppo si andavano difatti rivelando, agli occhi dei PVS, sempre più come uno strumento per creare nuovi meccanismi di dipendenza e di subordinazione; e d'altro canto diveniva via via più evidente come il ruolo svolto dagli aiuti fosse decisamente meno considerevole di quello svolto dal commercio internazionale.
Nell'ambito dell'Assemblea Generale dell'ONU del 1961 fu così avanzata la richiesta di riunire una conferenza mondiale per esaminare la questione. 
Nel frattempo, la U.N. Economic Commission for Latin America a Santiago, sviluppava il concetto di "external strangulation" che introduceva, un divario esterno nel Modello di Harrod-Domar, dando luogo al "modello dei due divari", meglio noto come "modello di Chenery-Strout", dal nome dei due economisti che lo introdussero in una loro pubblicazione del 1962.
Si deve, a questo punto, rilevare che la realtà degli investimenti privati rivolti ai PVS fino al momento in cui si affermò il modello di Chenery-Strout, cioè fino a tutti gli anni sessanta, non aveva svolto un ruolo determinante per lo sviluppo di tali paesi. Lo stesso modello di Chenery-Strout non aveva neanche preso in considerazione una differenziazione fra aiuti e flussi di capitali privati e questa concezione si rifletté sulle raccolte statistiche dell'epoca, che spesso non consideravano separatamente i due flussi.
L'esigenza di determinare econometricamente quali fossero i risultati dell'Aiuto, differenziandone gli effetti sullo Sviluppo da quelli ottenuti tramite gli investimenti privati, si unì ad una critica di natura neo-keynesiana al modello dei due divari il quale, partito dallo stesso ambito (dal quale derivava anche il modello di Harrod-Domar), tendeva però a sottacerne i risvolti moltiplicativi del reddito che avrebbero inficiato l'ipotesi di costanza del rapporto incrementale capitale/prodotto. Il modello di Chenery-Strout negava, in altri termini, l'impatto sul reddito derivante dall'impiego degli aiuti a fini di consumo, obbligando le politiche economiche ad orientarsi esclusivamente verso gli investimenti.
La prima approfondita revisione critica dell'opera di Chenery e Strout venne condotta da Keith Griffin. Secondo Griffin i flussi di aiuti sono trattati dal paese beneficiario come se si trattasse di un incremento del reddito e quindi allocati fra risparmi e consumi alla stregua del reddito nazionale secondo la propensione marginale al risparmio. In tal modo gli aiuti finiscono per "spiazzare" il risparmio interno. Lo sviluppo che ne risulta da un lato è fortemente dipendente dall'afflusso di capitali dall'estero, e dall'altro ha un valore inferiore a quanto calcolato tramite il modello di Chenery-Strout.
In realtà lo stesso modello proposto da Griffin si rivelò ben presto inadeguato a rappresentare efficacemente la complessa problematica delle relazioni fra aiuto e sviluppo. Il primo a rilevare un limite fondamentale del modello di Griffin fu Walter T. Newlyn che, in un articolo del 1973, criticò l'assenza determinante di un modello economico sottostante che potesse spiegare le interazioni descritte da Griffin. Secondo Newlyn l'analisi di Griffin si basava su mere relazioni contabili soggette ad essere incorporate in schemi diversi di relazioni economiche che ne alteravano di volta in volta il significato.
Innanzitutto Griffin non considerava gli effetti moltiplicatori dell'afflusso di aiuti che avrebbero potuto determinare un incremento del reddito con conseguenti riflessi positivi sul livello dei risparmi interni. Inoltre il modello di Griffin mancava di valutare la possibilità di vincolare gli aiuti all'investimento: benché sia possibile che il vincolo non produca effetti sullo schema dei consumi, debbono essere presi in considerazione una serie di casi in cui tali effetti contraddicono gli argomenti di Griffin.
Gli aiuti vincolati forzerebbero un paese a risparmiare una quota dell'incremento di reddito maggiore di quanto risulti dalla sua propensione marginale al risparmio. Peraltro, vincolare gli aiuti significa favorire un impoverimento immediato a favore di uno sviluppo promesso. In altri termini la popolazione deve rinunciare ad una quota di benessere immediato — che proverrebbe dal consumare una quota degli aiuti — in favore dello sviluppo del paese. E questo sacrificio sarebbe richiesto dall'affermazione che le spese per consumi, ivi incluse quelle per la tutela della salute, dell'educazione e per una migliore alimentazione, non determinano sviluppo. L'analisi di Griffin rivela tutta la sua dipendenza dai limiti imposti dal modello di Harrod-Domar, al quale in ultima istanza si rifà, limiti che verranno invece superati da una parte importante della dottrina contemporanea nella Teoria dei bisogni fondamentali.
Sul finire degli anni sessanta e nel corso della prima metà degli anni settanta si diffuse un atteggiamento ottimistico per quanto riguardava la possibilità di crescita economica dei PVS; ottimismo che prendeva spunto dagli ottimi risultati raggiunti, in termini di crescita economica, da parte di alcuni (pochi) Paesi in via di sviluppo che erano stati interessati da flussi di capitali privati a prezzi di mercato riuscendo ad incrementare considerevolmente i tassi di crescita ed i rendimenti sugli investimenti.
Mentre la finanza internazionale mantenne per tutto il corso degli anni settanta questo atteggiamento ottimistico, fra gli studiosi divenne sempre più evidente un importante paradosso: anche tassi di crescita economica elevata non portavano al risultato di una riduzione effettiva della povertà, quantomeno non nella misura attesa. Gli studiosi cominciarono a rimettere in discussione l'idea stessa della crescita aggregata come obiettivo sociale.
Nacque così una nuova sensibilità, da parte degli studiosi, a tutti quegli elementi successivamente chiamati fattori strutturali ed istituzionali che, sebbene presenti anche nelle tematiche espresse dai primi economisti dello sviluppo, solo nel corso degli anni settanta cominciano ad assumere un'importanza preponderante, spostando così l'attenzione verso le problematiche più direttamente connesse alle cause della povertà e allontanandosi dai temi macroeconomici che avevano dominato l'economia dello sviluppo nei due decenni precedenti.
Il Paese con il più alto pagamento pro capite da parte della Germania è la Namibia.

## Anni '80 e '90
Gli anni ottanta, viceversa, vedono una netta inversione di tendenza ed un ritorno in auge delle problematiche macroeconomiche nell'ambito degli studi di economia dello sviluppo, soprattutto a causa del manifestarsi della gravissima 'crisi del debito' ed ai fallimenti maturati nel corso degli anni settanta nel tentativo di ridurre la povertà. Due aspetti mettevano in luce il fallimento degli approcci seguiti nel decennio successivo: da un lato gli Aiuti non avevano effettivamente modificato, in modo significativo, la qualità di vita degli strati poveri delle popolazioni; dall'altro il motore della crescita, che aveva determinato ricadute positive almeno in alcuni casi, cominciava a rallentare, rendendo sempre più difficile coniugare la crescita economica con una redistribuzione più bassa e di conseguenza inutile.
Nel frattempo, sulla scia del modello di Griffin (che aveva dato luogo a quello che venne definito come "savings debate") veniva sviluppato un altro approccio al problema dell'efficacia degli Aiuti, imperniato su un'analisi rigorosa del comportamento dei governi dei paesi beneficiari degli aiuti ("Government behaviour approach"). Fu per primo Peter Heller nel 1975 a schematizzare un modello matematico che rappresentasse le variabili fondamentali in gioco nel determinare il comportamento di un governo.
Tali studi influenzarono l'atteggiamento degli ambienti politico-economici nel periodo della Crisi del Debito, veniva infatti alla luce un nuovo approccio di tipo più genuinamente liberista, che faceva appello alla libertà dei mercati ed al libero gioco dei prezzi, in contrasto con la precedente visione di stampo keynesiano secondo la quale Stato e mercato tendevano a coesistere in una stretta fusione in cui lo Stato "benigno" avrebbe dovuto guidare e valorizzare gli investimenti: al centro del dibattito si trovavano ora i tassi di cambio, la liberalizzazione del commercio, la promozione del settore privato, la rimozione dei controlli sui prezzi e dei sussidi, tutti strumenti essenziali per elevare i tassi di crescita. 
Nasceva così una "nuova ortodossia" (detta anche Washington consensus) che vedeva lo Sviluppo come un processo economico che andava attivato con determinazione, eventualmente rimuovendo le strutture statali che impedivano la crescita, e non una reazione automatica a stimoli esterni. Da questa "nuova ortodossia" deriverà direttamente la politica praticata dalla Banca Mondiale e dal Fondo Monetario Internazionale con i Programmi di Aggiustamento Strutturale e la pratica della condizionalità degli Aiuti.
Un modello particolare di approccio all'economia dello sviluppo è il modello della crescita endogena. Secondo questa impostazione, la crescita non dipende solo dal capitale fisico ma anche dalla disponibilità di capitale umano e di capitale sociale. Un ampio spazio viene quindi dato, accanto agli strumenti econometrici classici, a variabili che generano esternalità come l'istruzione, l'aumento della popolazione, la ricerca.